# Sub-Pământ

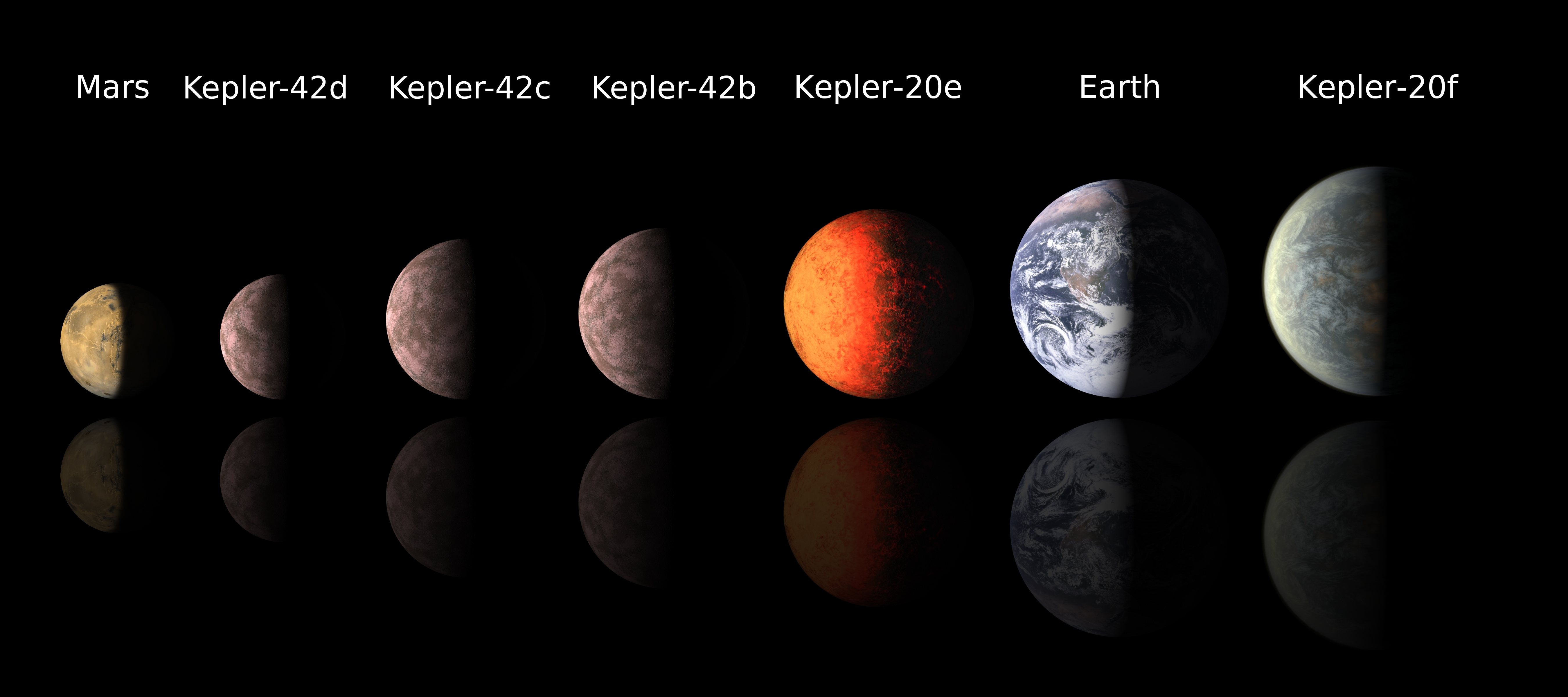
Comparând dimensiunea planetelor Pământ, Marte și exoplanetele Kepler-20 și Kepler-42.

Un sub-Pământ este o planetă „substanțial mai puțin masivă” decât Pământul și Venus. În Sistemul Solar, această categorie include Mercur și Marte. Exoplanetele de tip sub-Pământ sunt printre cele mai dificil de detectat, deoarece dimensiunile lor mici produc cel mai slab semnal. În ciuda dificultății, una dintre primele exoplanete găsite a fost un sub-Pământ în jurul pulsarului PSR B1257+12. Cel mai mic sub-Pământ cunoscut este WD 1145+017 b cu o dimensiune de 0,15 raze de Pământ sau ceva mai mic decât Pluto. 
La 10 ianuarie 2012, telescopul spatial Kepler a descoperit primele trei sub-Pământuri în jurul unei stele obișnuite, Kepler-42. În iunie 2014 se știa că sistemul Kepler are 45 de planete confirmate, care sunt mai mici decât Pământul, 17 dintre ele fiind mai mici de 0,8 Rⴲ. În plus, există peste 310 candidați de planetă cu o rază estimată de <1Rⴲ, dintre care 135 fiind mai mici de 0,8 Rⴲ.
Sub-Pământurilor le lipsește în mod obișnuit atmosfere substanțiale din cauza gravitației lor scăzute și a câmpurilor magnetice slabe, permițând radiațiilor stelare să le uzeze atmosferele. Datorită dimensiunilor lor mici, și cu excepția cazului în care există forțe mareice semnificative atunci când orbitează aproape de steaua mamă, sub-Pământurile au și perioade scurte de activitate geologică.